# 서희원 (법학자)
서희원(徐希源, 1924년 2월 21일 ~ 2004년 4월 7일)은 대한민국의 법학자, 교육자, 대학 교수이다. 이화여자대학교 법학과 국제법학 교수, 송제교육재단 이사장 등을 역임했다. 독립운동가 겸 정치인 서재필의 종손(從孫)이며, 갑신정변 때 처형당한 군인 서재창의 손자였다. 충청남도 출신

## 학력
- 충청남도 논산 출신
- 1942년 경성고등보통학교(경기고등학교의 전신) 졸업
- 1944년 연희전문학교 상과 졸업
- 1953년 ~ 1956년 미국 샘포트 대학교 캄버랜드 법과대학 법학(L.L.B.) 과정 졸업
- 1969년 미국 샘포트 대학교 캄버랜드 법과대학 법학 석사
- 1970년 8월 미국 샘포트 대학교 캄버랜드 법과대학 법학 박사

## 경력
- 1950년 이화여자대학교 법정대학 법학과 국제법학 교수
- 1964년 8월 24일 제3회 사법시험 제2차시험 출제위원[1]
- 1967년 8월 3일 대한국제법학회 감사[2]
- 이화여자대학교 법정대학 학장
- 1981년 2월 28일 외무부 제4분과위원회 정책자문위원[3]
- 1982년 3월 25일 외무부 제4분과위원회(교민담당) 정책자문위원[4]
- 1985년 1월 18일 대한국제법학회 회장에 선출[5][6]
- 1988년 10월 4일 한국항공법학회 창립에 참여
- 1989년 2월 28일 이화여자대학교 법학과 교수 정년퇴임
- 1994년 5월 미국으로 건너가 미국 납골당에 안치되었던 서재필의 유골을 인수받아 국내로 들여오다.
- 서재필기념재단 이사
- 송제교육재단 이사장

## 상훈
- 1989년 2월 22일 국민훈장 목련장

## 저서
- 회갑기념논문집

## 가족 관계
- 양 고조부 : 서상우(徐相雨, 1831년 ~ 1903년)
- 양 증조부 : 서광래(徐光萊) - 조부 서재창의 양 아버지
- 생 증조부 : 서광효(徐光孝, 1800년 8월 22일 ~ 1884년 12월 19일(음 11월 2일))
  - 종조부 : 서재필(徐載弼, 1864년 1월 4일 ~ 1951년 1월 5일), 7촌 아저씨 서광하의 양자로 갔다.
- 할아버지 : 서재창(徐載昌, 1866년 10월 29일 ~ 1884년 12월 13일)

## 같이 보기
- 법학
- 서재필
- 서재창
- 서명원
- 서동성
- 정광현
- 한수의 여행기